# Miao Fu

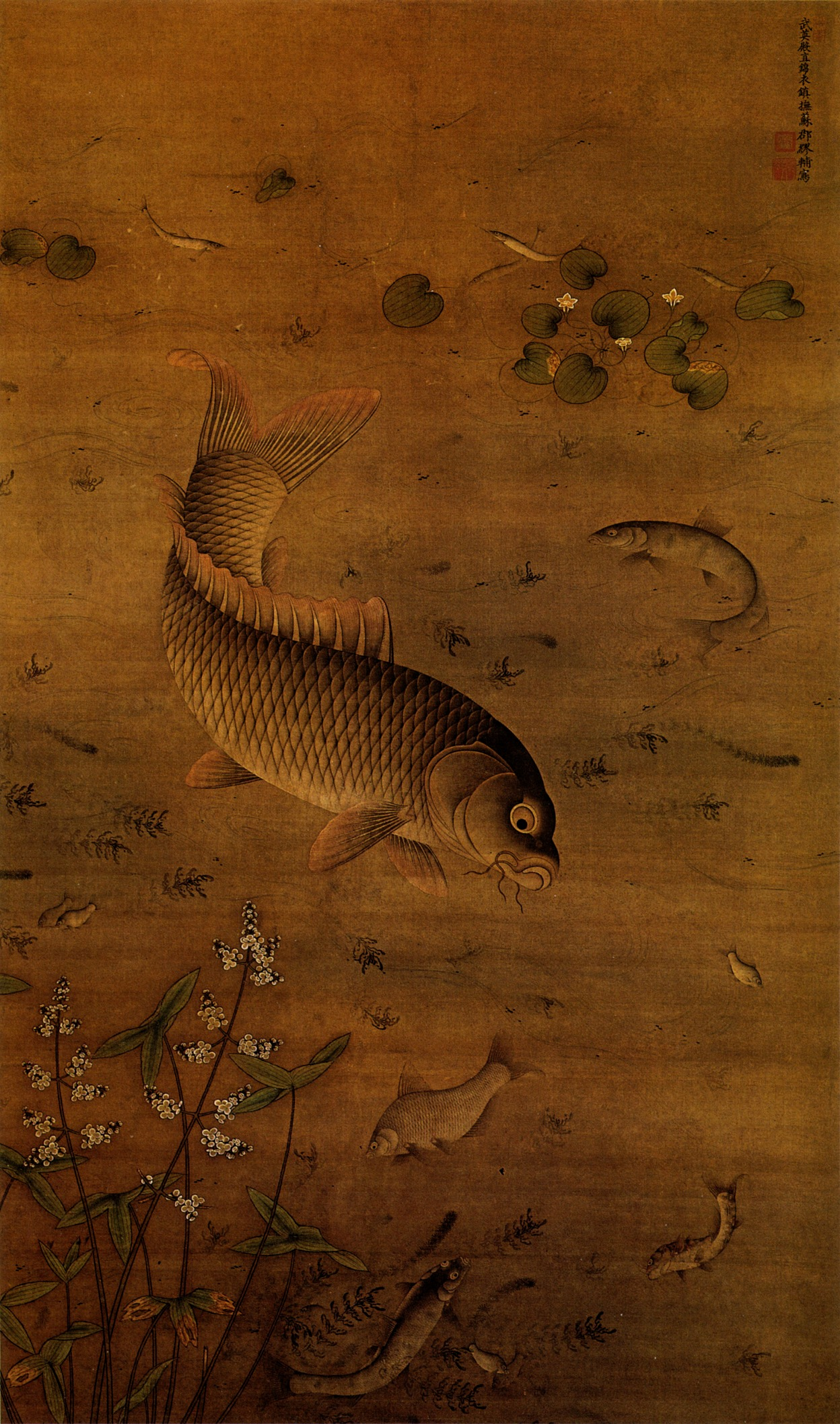
Miao Fu, Carpa i planta acuatica, Museu del Palau, Pequín.

Miao Fu (en xinès simplificat: 缪辅; en xinès tradicional: 繆輔; en pinyin: Miào Fǔ), fou un pintor de la cort de la dinastia Ming. No es coneixen amb exactitud les dates exactes del seu naixement i de la seva mort. Era originari de Suzhou, província de Jiangsu. Fou cèlebre per les seves pintures de peixos.